# La Curva, Cazones de Herrera
La Curva är en ort i Mexiko.   Den ligger i kommunen Cazones de Herrera och delstaten Veracruz, i den sydöstra delen av landet, 230 km nordost om huvudstaden Mexico City. La Curva ligger 28 meter över havet och antalet invånare är 242.
Terrängen runt La Curva är platt. Runt La Curva är det ganska tätbefolkat, med 78 invånare per kvadratkilometer. Närmaste större samhälle är Tihuatlan, 19,3 km väster om La Curva. Trakten runt La Curva består till största delen av jordbruksmark.